# 我入道の渡し

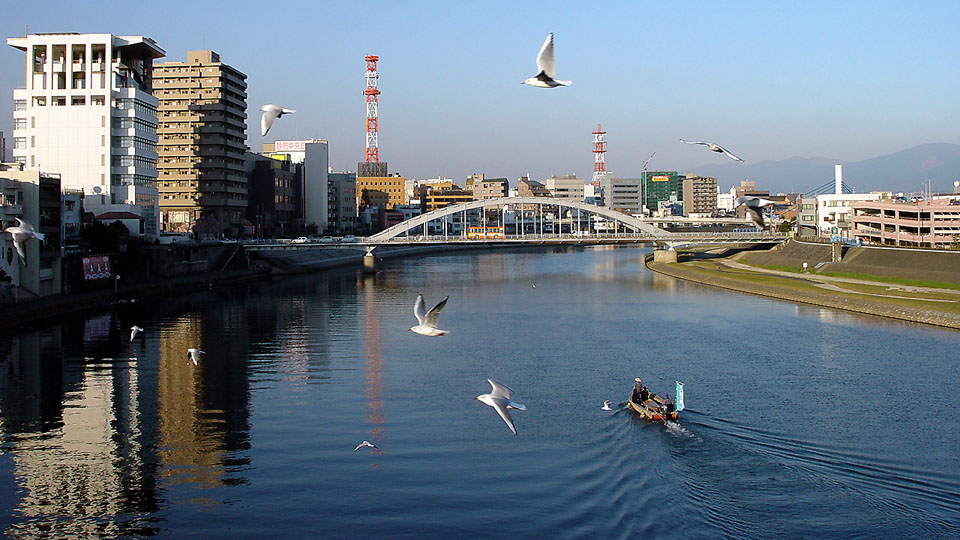
客を運ぶ我入道の渡し

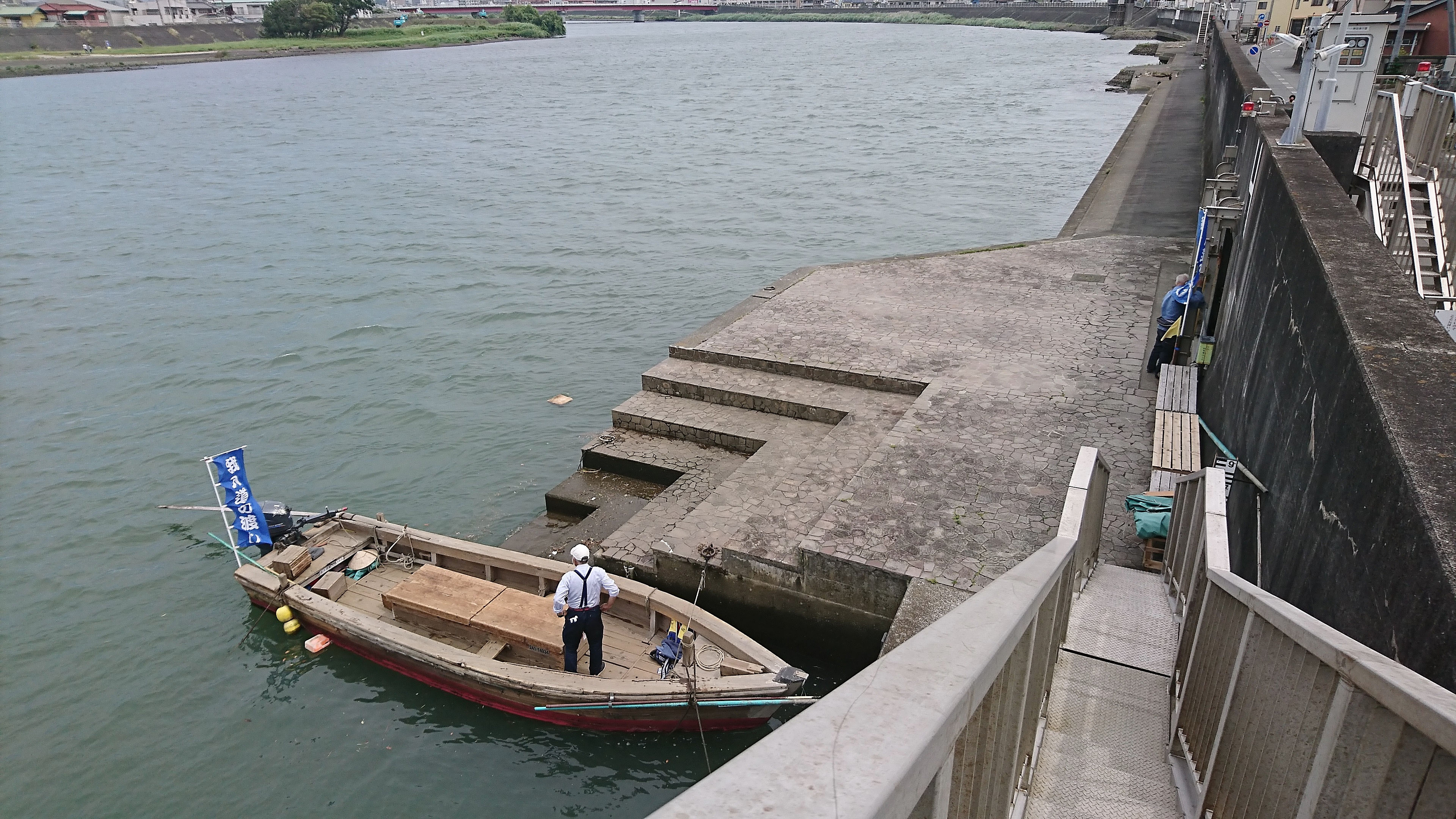
使用される木造船

我入道の渡し（がにゅうどうのわたし）は、静岡県沼津市の狩野川河口で運航されている渡し船。
明治時代に始まり、自転車やリヤカーを乗せて渡る客もいた。しかし、1968年（昭和43年）に港大橋が完成し客が減り、1971年（昭和46年）に廃止された。
1997年（平成9年）には観光用として復活。地元の船大工が造った昔ながらの木造船が使われている。現在では市中心街に近いあゆみ橋からも発着する。乗船客は年間約4,000人前後だが、年々減少している。
運航時期は、おおよそ土・日・祝日を運航日としているが、夏季と冬季の約6ヶ月間は運航していない。運賃は大人100円、小人50円。定時出航についてはあゆみ橋（中心市街地）から沼津港を経て、我入道（狩野川河口）の間を午前、午後2往復ずつ。沼津港（蓼原町地先狩野川河口・桟橋無し・船備の鋼板で乗降）と我入道の間は運航日において随時運航している。